# 唐顯悅
唐顯悅（？—？），字子安，號梅臣、枚臣，福建仙遊人，明末政治人物，其孫女嫁給鄭成功之子鄭經為唐妃，因鄭經與鄭經弟弟的乳母偷情生子，唐顯悅一怒之下，向成功彈劾其子鄭經，導致鄭氏父子對立。唐顯悅最後平安無事，以壽終。

## 生平
礼记房，壬寅三月十四日生。萬曆四十六年（1618年）戊午科福建乡试十七名举人，天启二年（1622年）壬戌会试五十五名，三甲四十六名進士出身。工部观政，初授浙江诸暨知县，四年本省同考，六年改任教授，本年补湖州府教授，升国子监助教，七年升南户部河南司主事，管扬州钞关。崇祯元年调南职方司主事，三年升襄阳府知府，七年升下江防道副使，再升下荆南道参政，十年拾遗，补广西苍梧道参议，管监军，剿贼湖广。累官至广东雷廉副使，十三年加参政，十五年调清军驿传道嶺南巡道道員，丁艱歸。
甲申之變後，南明隆武朝廷起用為右通政，後又以兵部右侍郎進兵部尚書致仕。
順治乙未年（1655年），全家入廈門鷺島，隱於雲頂岩，自號雲衲子。後又隨明鄭延平王鄭成功抗清。
康熙元年（1662年），其孫女唐妃之夫婿鄭經好色，在廈門與家中的乳母陳昭娘私通，產下庶王孫鄭克臧，偏寵昭娘；唐顯悅不甘唐妃痛苦，又見成功重賞鄭經，憤而上奏揭發原委，鄭成功大怒，欲殺鄭經，造成鄭成功與鄭經的父子之爭。
鄭成功不久病歿，明鄭的大臣擁立鄭成功之弟鄭世襲為延平監國，鄭經克臺，將鄭襲俘虜，並繼位為延平王，唐顯悅孫女雖晉身為王妃，但不得王寵，膝下無子女，抑鬱而終，後追諡「文妃」。

## 家族
曾祖唐紹。祖父唐雨。父唐大章，选贡。
孫女唐王妃，為延平王鄭成功的媳婦、王世子鄭經之世子妃。